# Rădești

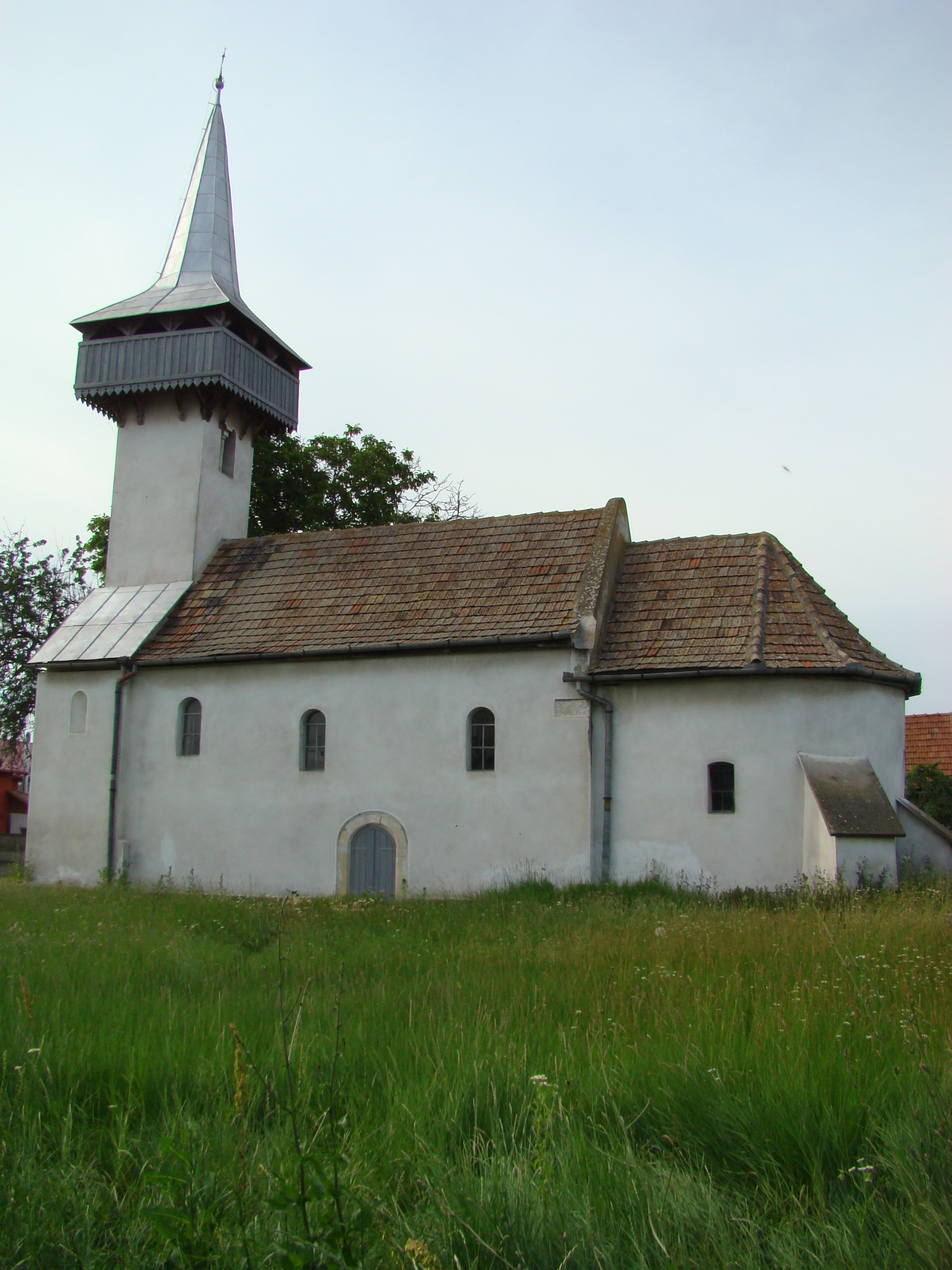
Hongaars Gereformeerde Kerk Rădești

Rădești(voorheen Tâmpăhaza; Duits: Thomaskirch; Hongaars: Tompaháza) is een gemeente in Alba aan de rivier de Mures. De gemeente ligt in de regio Transsylvanië, in het westen van Roemenië. De gemeente bestaat  uit vier dorpen: Leorinț (Laurentzi; Lőrincréve), Meșcreac (Weichseldorf; Meggykerék), Rădești en Șoimuș (Magyarsolymos).
Tijdens de volkstelling van 2011 was 78,1% van de inwoners Roemeens, 19,3% Hongaars en 2,4% Roma. 63.7% was Roemeens Orthodox, 21,4% Hongaars Gereformeerd en 14% Grieks-Katholiek.
In het dorp Leorinț (Laurentzi; Lőrincréve) wonen de meeste Hongaren, van de 292 inwoners waren er in 2011 in totaal 147 Roemenen en 135 Hongaren. Ook in Şoimuş / Magyarsolymos is bijna de helft van de inwoners Hongaars; van de 49 inwoners zijn er 26 Roemenen en 22 Hongaren. 
Steden met gemeentestatus: Alba Iulia · Aiud · Blaj · Sebeș

Steden zonder gemeentestatus: Abrud · Baia de Arieș · Câmpeni · Cugir · Ocna Mureș · Teiuș · Zlatna

Gemeenten: Albac · Almaşu Mare · Arieșeni · Avram Iancu · Berghin · Bistra · Blandiana · Bucium · Câlnic · Cenade · Cergău · Ceru-Băcăinți · Cetatea de Baltă · Ciugud · Ciuruleasa · Crăciunelu de Jos · Cricău · Cut · Daia Română · Doștat · Fărău · Galda de Jos · Gârda de Sus · Gârbova · Hopârta · Horea · Ighiu · Întregalde · Jidvei · Livezile · Lupșa · Lopadea Nouă · Lunca Mureșului · Meteș · Mihalț · Mirăslău · Mogoș · Noșlac · Ocoliș · Ohaba · Pianu · Poiana Vadului · Ponor · Poșaga · Rădești · Râmeț · Rimetea · Roșia de Secaș · Roșia Montană · Sălciua · Săliștea · Sâncel · Săsciori · Sântimbru · Scărișoara · Stremț · Șibot · Sohodol · Șpring · Șugag · Șona · Unirea · Vadu Moților · Valea Lungă · Vidra · Vințu de Jos